# Подорожный (хутор)
Подорожный — хутор в Россошанском районе Воронежской области России. 
Входит в состав Новокалитвенского сельского поселения.

## География

### Улицы
На хуторе имеется одна улица — Лесная.

## Население
| 2010 |
| ---- |
| 1    |